# Sémalens
Sémalens é uma comuna francesa na região administrativa de Occitânia, no departamento de Tarn. Estende-se por uma área de 11,12 km². Em 2010 a comuna tinha 2 066 habitantes (densidade: 185,8 hab./km²).